# Delta Plus Group
Delta Plus Group è una società francese creata nel 1977 e situata ad Apt.
L'azienda progetta, standardizza, produce e commercializza dispositivi di protezione individuale (DPI) e dispositivi di protezione collettiva per professionisti.
Il Gruppo Delta Plus impiega quasi 3.500 persone nel 2023, ha 46 filiali in tutto il mondo, coprendo 110 paesi e dispone di 18 siti di produzione. La sua offerta di prodotti comprende 1.200 articoli che forniscono una protezione completa per gli utenti.